# جوليان بيرثومير
جوليان بيرثومير (بالفرنسية: Julien Berthomier)‏ (10 أبريل 1990 بغراس في فرنسا - ) هو لاعب كرة قدم فرنسي في مركز الدفاع. لعب مع نادي النجم الأحمر سانت أوين ونادي غويونيون ونادي نيس ونادي سيراين.

## وصلات خارجية
- جوليان بيرثومير على موقع قاعدة بيانات كرة القدم.إي يو (الإنجليزية)
- جوليان بيرثومير على موقع AS.com (الإسبانية)